# Singapore-arrest
Het Singapore-arrest (HR 6 april 1954, NJ 1954/368) is een arrest van de Nederlandse Hoge Raad dat betrekking heeft op medeplegen van oplichting, door een verdachte die in Singapore zijn bijdrage heeft geleverd.

## Casus
Betrokkenen:
- De V.: handelaar in Amsterdam
- Va.: handelaar in Singapore, medeverdachte
- S.: deskundige in Singapore, verdachte, requirant in cassatie

Va. had in Singapore een partij krokodillenhuiden en leguanenvellen die De V. in Amsterdam kon verkopen. Va. had deskundige S. ingeschakeld voor het controleren en inpakken van de goederen, bestemd voor verzending naar Amsterdam. Deze deskundige was algemeen gerespecteerd en werd door de Amsterdamse handelaar vertrouwd. S. zat echter in het complot. Hij stopte zout en juten zakken in de zending en maakte een valse paklijst op; dit alles werd in februari 1953 door Va. naar Amsterdam verzonden. Op grond van deze valse voorwendsels betaalde de Amsterdamse handelaar 91.750 gulden. De twee verdachten werden vervolgd wegens oplichting.

## Rechtsvragen
De deskundige was alleen in Singapore actief en had geen rechtstreeks contact met de Amsterdamse handelaar. Dit gaf aanleiding tot twee rechtsvragen:
1. Medeplegen of medeplichtigheid? (Medeplegen.)
2. Locus delicti? (Singapore én Amsterdam.)

## Procesgang
De deskundige is in hoger beroep door het hof veroordeeld tot 2,5 jaar gevangenisstraf wegens medeplegen van oplichting. Het cassatieberoep is verworpen.

## Hoge Raad
De Hoge Raad heeft geoordeeld:
1. Verdachte is medepleger.
2. Ook Amsterdam is locus delicti, immer de plaats waar de gebezigde documenten en berichten hun bestemming bereikten.

De Hoge Raad overwoog:

### Eerste middel
O. dat het middel aldus is toegelicht, dat req. die geen rechtstreeks contact met de V. had ook niet rechtstreeks aan het misdrijf medewerkte en aldus niet als mededader, doch slechts als medeplichtige kan worden beschouwd;

O. daaromtrent, dat het bewezenverkl. voorwenden en bij de V. den indruk wekken, en daarmede het bewegen van dien getuige, evenzeer werden verricht door req. als door Va., waarbij bepaaldelijk req. de bedoelde paklijst aldus samenstelde hoewel hij vooraf de vaten en kisten op de hiervoren aangegeven wijze had ingepakt, mede door welke handelwijze de V., die juist de medewerking van req. als deskundige had bedongen, werd misleid en bewogen, terwijl req. wist dat zijn handelwijze tot die misleiding en dat bewegen moest dienen;

dat daaraan niet afdoet dat bij het onderhavige bedrog de rollen zo verdeeld waren, dat req. daarbij slechts betrokken was als expert die zelf buiten de transactie stond en daartoe ook geen direct contact met de V. had, daar bij het misdrijf van oplichting daderschap aanwezig is bij dengene, die bewerkt dat bepaalde omstandigheden waardoor het slachtoffer wordt bewogen tegenover hem valselijk als waar zich voordoen, ongeacht de wijze waarop die valse voorstelling den bedrogene bereikt;

dat het middel derhalve niet kan slagen;

### Tweede middel
O. dat ook dit niet deugdelijk is, daar toch bij het bewezenverklaarde misdrijf de plaats waar de door de mededaders gebezigde berichten en documenten, waardoor het slachtoffer de V. werd bewogen, hun bestemming bereikten, t.w. Amsterdam, mede als de plaats van het misdrijf is aan te merken;

## Tot besluit
Ten tijde van het arrest had medeplichtigheid een eigen plaats van delict, in casu Singapore. (Dat wordt nu anders beoordeeld.)
Derhalve was de beoordeling "medeplegen" essentieel, omdat daaraan de plaats van delict Amsterdam kon worden gekoppeld.
Het arrest is van belang voor de leer van het gevolg in het leerstuk "Plaats van delict".